# لي موريس
لي موريس (بالإنجليزية: Lee Morris)‏ (30 أبريل 1980 ببلاكبول في المملكة المتحدة - ) هو لاعب كرة قدم بريطاني في مركز الهجوم. شارك مع منتخب إنجلترا تحت 18 سنة لكرة القدم ومنتخب إنجلترا تحت 21 سنة لكرة القدم. أما مع النوادي، فقد لعب مع ديربي كاونتي وشيفيلد يونايتد وفوريست غرين وليستر سيتي ونادي بيرتن ألبيون وهدرسفيلد تاون ويوفل تاون وBuxton F.C. ‏ وEastwood Town F.C. ‏ وليك تاون ‏ وLoughborough Dynamo F.C. ‏ ونادي هيرفورد ونادي كيدرمينستر هاريرز لكرة القدم ونادي مانسفيلد تاون وSolihull Moors F.C. ‏.

## وصلات خارجية
- لي موريس على موقع قاعدة بيانات كرة القدم.إي يو (الإنجليزية)
- لي موريس على موقع Soccerbase.com (لاعب) (الإنجليزية)
- لي موريس على موقع Soccerway.com (الإنجليزية)
- لي موريس على موقع عالم كرة القدم.نت (الإنجليزية)